# OCI N.V.
OCI N.V. (OCI) is een Nederlands bedrijf dat is gevestigd in Amsterdam.

## Activiteiten
OCI N.V. produceert producten op basis van aardgas, vooral kunstmest zoals ureum, kalkammonsalpeter (CAN), UAN en methanol. De uiteindelijke afnemers zijn actief in de agrarische en industriële sector. De belangrijkste productiefaciliteiten staan in Nederland, de Verenigde Staten, Egypte en Algerije en het hoofdkantoor staat in Nederland. De twee grootste regio's voor het bedrijf zijn Europa en Noord-Afrika en Noord-Amerika.
In september 2019 werd Fertiglobe opgericht. Het is een joint venture van OCI en de Abu Dhabi National Oil Company (ADNOC), waarbij OCI aanvankelijk een aandelenbelang van 58% had. In december 2023 besloot OCI haar gehele belang in de joint venture te verkopen aan haar partner.
Bij de productie van kunstmest komt veel koolstofdioxide (CO2) vrij, dit was in 2022 voor OCI gemiddeld zo'n 2,4 ton CO2-equivalent per ton stikstof. Uitgaande van het basisjaar 2019, toen was de intensiteit 2,32 ton CO2-equivalent per ton stikstof, streeft OCI ernaar de uitstoot intensiteit te reduceren met 20% naar 1,86 ton per 2030. De totale uitstoot, scope 1+2, is gedaald van zo'n 14,8 miljoen ton in 2019 naar 13,7 miljoen ton CO2-equivalent in 2022.

### Resultaten
In 2023 werd 80% van de omzet behaald met de verkopen van kunstmest en grondstoffen daarvoor, met name stikstof. De overige 20% werd behaald met de verkoop van methanol. De sterke stijging van de omzet in 2022 was vooral het gevolg van sterke gestegen verkoopprijzen mede als gevolg van de Russische inval in Oekraïne en de impact op de energieprijzen wereldwijd. 
| Jaar | Omzet           | EBITDA          | Nettoresultaat  | Werknemers |
| Jaar | (× US$ miljoen) | (× US$ miljoen) | (× US$ miljoen) | Werknemers |
| ---- | --------------- | --------------- | --------------- | ---------- |
| 2020 | 3474            | 779             | −178            | 3682       |
| 2021 | 6319            | 2454            | 571             | 3853       |
| 2022 | 9713            | 3604            | 1237            | 4059       |
| 2023 | 5222            | 974             | −392            | 4141       |

## Geschiedenis

### Start als aannemer
Het bedrijf werd opgericht in 1950 door Onsi Sawiris als een bouwmaatschappij die wegen en kanalen aanlegde in Egypte. Het bedrijf ontwikkelde zich als een aannemer. Het bedrijf werd in 1971 genationaliseerd en heette voortaan: El Nasr Civil Works Company. Sawiris vertrok naar Libië en werkte daar verder als aannemer. In 1978 keerde hij naar Egypte terug en startte Orascom Onsi Sawiris & Co. (OOSC). Vanaf 1990 ging het bedrijf joint ventures aan met buitenlandse firma's voor het uitvoeren van projecten in Egypte.
In 1995 werd begonnen met een diversificatiestrategie, waarbij ondernemingen in sectoren als cement en bouwmaterialen werden opgekocht. In 1998 werd het bedrijf een naamloze vennootschap en werd hernoemd tot Orascom Construction Industries. In 1999 volgde een aandelenemissie. In hetzelfde jaar startte de Egyptian Cement Company haar activiteiten, in 2003 gevolgd door de Algerian Cement Company.
In 2004 maakte Orascom Construction Industries investeringen bekend in de Pakistan Cement Company, in de Iraakse Tasluja Ccement Factory, en in de Belgische Besix-groep, die onder meer de hoofdaannemer was voor de Burj Dubai. In 2005 ging men deelnemen in de United Cement Company of Nigeria, in de Emirates Cement Company, en in het Spaanse Cementos La Parrilla. Verdere investeringen volgden, onder meer in cementfabrieken in Syrië, Saoedi-Arabië en Zuid-Afrika. De cementsector, gegroepeerd in de Orascom Building Materials Holding, werd in 2008 verkocht aan Lafarge.

### Expansie in kunstmestsector
In 2005 werd een belang in Egyptian Basic Industries Corporation genomen, waarmee men zich in de kunstmestsector begaf. Dit vloeide voort uit interesse in de aardgassector, waar het aannemersbedrijf ook grote opdrachten uitvoerde.In hetzelfde jaar werd deelgenomen in de Egyptian Fertilizers Company en het Nigeriaanse Notore Chemical Industries. In 2009 werd een stikstofbindingsbedrijf in Algerije gebouwd.
Per 1 januari 2010 werden DSM Agro en DSM Melamine aan Orascom Construction Industries verkocht voor 310 miljoen euro. DSM wilde al langer van deze activiteiten af. Bij de twee onderdelen werken ongeveer 800 mensen. Met de overname breidde Orascom Construction Industries zijn klantenbestand uit productassortiment uit met meststoffen zoals ureum, ammoniak, calciumammoniumnitraat (CAN), ureum ammonium nitraat (UAN) en ammoniumsulfaat (AS). DSM Agro had toen fabrieken in Geleen, produceerde ongeveer 1,6 miljoen ton kunstmest per jaar en realiseerde in 2009 een netto-omzet van 338 miljoen euro. Dit onderdeel is opgenomen in OCI Nitrogen. DSM Melamine is wereldwijd de grootste producent van melamine, het heeft een fabriek in Nederland en produceert verder melamine in joint ventures in China (belang: 49%) en Indonesië (60%). Dit onderdeel behaalde een netto-omzet van 151 miljoen euro in 2009.

### Verder alleen met kunstmestactiviteiten
Op 7 maart 2015 werden de bouwactiviteiten afgesplitst van de kunstmestbelangen. De bouwactiviteiten worden ondergebracht in Orascom Construction en dit bedrijf kreeg een beursnotering aan Nasdaq Dubai en op de beurs in Egypte. Na de splitsing bleef OCI N.V., met de kunstmest en chemische activiteiten, genoteerd aan Euronext Amsterdam. Aandeelhouders hebben voor elke twee aandelen OCI één aandeel Orascom Construction gekregen. OCI maakt deel uit van de AMX-index.
In augustus 2015 werden plannen bekend gemaakt voor een fusie van OCI met de Amerikaanse branchegenoot CF Industries. Samen zou het 's werelds grootste beursgenoteerde producent van stikstof worden en het samengaan zou een synergievoordeel na belastingen van 500 miljoen Amerikaanse dollar opleveren. In mei 2016 annuleerden de twee bedrijven de fusieplannen. Het Amerikaanse ministerie van Financiën legde veel beperkingen op, waardoor de synergie- en belastingvoordelen fors werden beperkt. OCI ontving nog US$ 150 miljoen van CF omdat de samenwerking niet doorging.
In 2015 kocht OCI de methanolproducent BioMCN uit Delfzijl voor zo'n 15 miljoen euro. BioMCN was destijds een van de grootste methanolproducenten in Europa. In 2017 werd een investering van 100 miljoen euro aangekondigd. De tweede installatie, die sinds 2005 stilstaat, wordt in 2018 in gebruik genomen en kan dan 400.000 ton biomethanol per jaar produceren. Per 1 maart 2023 is de naam van BioMCN gewijzigd in OCI Methanol Europe (OME).
In september 2019 werd Fertiglobe opgericht. Het is een joint venture van OCI en de Abu Dhabi National Oil Company (ANDOC), waarbij OCI een aandelenbelang van 58% heeft in Fertiglobe. Fertiglobe is een grote producent en exporteur van kunstmest. Fertiglobe is gevestigd in Abu Dhabi en het bestuur bestaat uit zes leden die zijn voorgedragen door OCI en vier leden door ADNOC. Door de activiteiten te bundelen ontstaat een bedrijf met een omzet van ruim US$ 1,7 miljard er is ruimte om zo'n US$ 70 miljoen aan synergievoordelen te behalen. In oktober 2021 kreeg Fertiglobe een eigen beursnotering en had op dat moment een beurswaarde van US$ 5,8 miljard. Bij Fertiglobe werken zo'n 2600 mensen. In december 2023 maakte OCI bekend haar belang in Fertiglobe te gaan verkopen US$ 3,6 miljard aan partner ANDOC. De transactie werd medio oktober 2024 afgerond en daarmee kreeg ANDOC 86,2% van Fertiglobe in handen. Deze verkoop is in navolging van een besluit van OCI in maart 2023 toen OCI bekendmaakte de activiteiten te gaan herzien om aandeelhouderswaarde te creëren. OCI gaf aan de focus te verleggen naar ‘low-carbon’ ammoniak en groene methanol.
In december 2023 maakte OCI ook bekend haar belang in de Iowa Fertilizer Company te verkopen aan Koch Ag & Energy Solutions voor US$ 3,6 miljard. De transactie werd in augustus 2024 afgerond.
In september 2024 werden de wereldwijde methanolactiviteiten verkocht aan Methanex voor US$ 1,15 miljard in contanten plus 9,9 miljoen aandelen Methanex ter waarde van circa US$ 450 miljoen. Inclusief de overname van schulden komt de waarde van de verkoop uit op iets meer dan twee miljard dollar. De aandelen geven OCI een belang van ongeveer 13% in Methanex. Toezichthouders en OCI aandeelhouders moeten nog toestemming geven en naar verwachting zal de deal in de eerste helft van 2025 worden afgerond.
Op 15 oktober 2024 besloot het bedrijf de opbrengst van de verkoop Fertiglobe uit te keren aan de aandeelhouders. De uitkering was vastgesteld op € 14,50 per aandeel of ongeveer US$ 3,4 miljard in totaal. Op 28 oktober 2024 noteerde het aandeel ex-dividend en halveerde in koers.
Aalberts · Air France-KLM · Alfen · Allfunds · AMG · Aperam · ARCADIS ·  Basic-Fit · Corbion · CTP · Eurocommercial Properties · Fagron · Flow Traders · Fugro · Galapagos · InPost · JDE Peet's · Just Eat Takeaway · OCI · SBM Offshore · Signify · TKH Group · Van Lanschot Kempen · Vopak · WDP